# Kroyeria papillipes
Kroyeria papillipes är en kräftdjursart som beskrevs av C. B. Wilson 1932. Kroyeria papillipes ingår i släktet Kroyeria och familjen Kroyeriidae. Inga underarter finns listade i Catalogue of Life.